# Grotea vanessae
Grotea vanessae là một loài tò vò trong họ Ichneumonidae.